# 亨特 (阿肯色州)
亨特（英語：Hunter）是一個位於美國阿肯色州伍德拉夫縣的城鎮。

## 地理
亨特的座標為35°03′15″N 91°07′34″W / 35.05417°N 91.12611°W，而該地的平均海拔高度為64米（即210英尺）。

## 人口
根據2020年美國人口普查的數據，亨特的面積為1.60平方千米，皆為陸地。當地共有人口103人，而人口密度為每平方千米64人。